# Amerikansk senna
Amerikansk senna (Senna marilandica) är en ärtväxtart som först beskrevs av Carl von Linné, och fick sitt nu gällande namn av Heinrich Friedrich Link. Amerikansk senna ingår i släktet sennor, och familjen ärtväxter. Inga underarter finns listade i Catalogue of Life.